# Campylopus cygneus
Campylopus cygneus là một loài Rêu trong họ Dicranaceae. Loài này được (Hedw.) Brid. mô tả khoa học đầu tiên năm 1819.